# Configuratore di prodotto
Il configuratore di prodotto (anche semplicemente configuratore) è un particolare software, appartenente alla famiglia degli strumenti di supporto alla gestione della varietà (di prodotto), che permette, secondo dati criteri, di definire un prodotto che soddisfi una determinata combinazione di componenti, caratteristiche o funzioni.

## Panoramica
Una variabile competitiva chiave del mercato moderno è la capacità di offrire al cliente esattamente quello che questi richiede. In conseguenza di ciò, le aziende sono costrette a spostare i loro sforzi da come (o cosa) produrre a come personalizzare i prodotti.
La principale conseguenza di questa tendenza è la "Mass customization" (opposto di "Mass Production" ). L'aumento cioè della varietà dei prodotti offerti senza rinunciare a qualità, tempi di consegna brevi e costi contenuti.
Tra i vari elementi che contribuiscono al raggiungimento di questo obiettivo, i Sistemi Informativi ed in particolare i sistemi di configurazione, si sono rivelati una delle tecnologie più importanti.
Infatti, mentre gli strumenti tradizionali, (quasi tutti nati con ottica Mass Production), si sono dimostrati inefficienti, i sistemi software di configurazione consentono di supportare il ciclo dell'ordine di prodotti realizzati in molte varianti diverse, sia standard, sia personalizzabili.

## Campo di Applicazione
Il configuratore di prodotto e, più in generale, il problema della configurazione, riguarda tutte quelle aziende che offrono prodotti in molte varianti, tali da rendere necessaria una notevole interazione con il cliente allo scopo di identificare, tra i vari prodotti o le varie opzioni disponibili, quelle che meglio rispondono alle sue richieste, anche nel caso in cui non siano mai state realizzate prima.
In quest'ottica, l'ambito di competenza del configuratore di prodotto, è trasversale all'azienda, tanto che risultano coinvolti nel processo sia aree di front-office, nelle figure del commerciale e del marketing, sia aree di back-office nelle figure di Progettisti, Product Specialist etc.
Il codificatore è uno strumento più semplice di un configuratore perché si limita a creare i codici dei livelli di distinta che formano un articolo.

## Tipologie
I principali configuratori di prodotto oggi presenti sul mercato, indipendentemente dall'architettura sulla quale sono sviluppati, rispondono essenzialmente ad almeno una  delle seguenti esigenze di personalizzazione del prodotto:
- ATO - Assembly To Order: l'assemblaggio avviene al momento dell'ordine ma le parti componenti sono già state fabbricate
- CTO - Configure To Order: le opzioni minori del prodotto vengono delineate solo al momento dell'ordine.
- DTO - Design To Order: le operazioni di progettazione iniziano solo al momento dell'ordine
- ETO - Engineer To Order: le operazioni di progettazione/ingegnerizzazione iniziano solo al momento dell'ordine.